# Soğanlı vadisi
Soğanlı vadisi – dolina w Kapadocji, w środkowej Anatolii, w Turcji, położona w odległości 26 kilometrów od miasta Ürgüp. Długość ok. 25 km.
W dolinie zachowało się kilka rzymskich grobowców oraz skalnych kościołów z IX-XIII w., m.in. Karabaş Kilise (Kościół Czarnej Głowy), Yilanli Kilise (św. Jerzego), Kubbeli Kilise (Kościół z Kopułą), Saklı Kilise (Ukryty Kościół), Tokalı Kilise i Gök Kilise; niektóre z fragmentami fresków (nie odnawianych, stan w czerwcu 2011 znacznie gorszy niż w Göreme).